# Onmyōdō
Onmyōdō (en japonès: 陰陽道 Camí del yin i el yang o Teoria japonesa del yin i el yang) és una pràctica religiosa basada en la teoria del yin i el yang i la teoria dels cinc elements del daoisme xinès. Els practicants de l'onmyōdō s'anomenen onmyōji (en japonès: 陰陽師).
L'arribada al Japó al segle IX del budisme tàntric tingué influència sobre l'onmyōdō. Les conseqüències foren l'adhesió dels rituals de culte a les Set Estrelles del Carro Gran (hokuto shichisei) i a la divinitat de l'Estrella Polar, Myoken Bosatsu.
La seua cosmologia és una fusió de la budista i la xinesa. Practicaven la topomància.
Un dels textos de l'onmyōdō és el Hoki naiden, atribuït popularment a Abe no Seimei. Els investigadors el daten a una època llunyana al suposat autor: el segle xiv. Consisteix en un compendi de tècniques i creences no sistematitzades.
A la ficció la sèrie d'anime i novel·les lleugeres Tokyo Ravens l'onmyōdō té presència a la família del protagonista, els quals en són practicants.